# Simone Retacco
Simone Retacco (* um 1600 in Montronio; † 1645 in Wien) war ein Hofbaumeister des Barock. Er gehörte auch zu der Gruppe der „Comasken“, die in Österreich tätig waren.

## Leben
1624 wandten sich die gesamten Meister des Maurer und Steinmetz-Handwerkes „wälscher Nation“ aus den vier Vierteln Niederösterreichs an den Kaiser mit der Bitte um eine eigene Handwerksordnung. Sie schrieben einfach die Anrede: Kayßer. Drei Jahre später wurde ein Kompromiss erzielt: die deutschen Handwerker behielten ihre Freiheiten, die Italiener unterwarfen sich der vorgeschriebenen Ordnung. Von italienischer Seite unterschrieb u. a. Simone Retacco, Hofmaurer und Architekt in Wien, Cypriano Biasino, Baumeister von Krems.

### Streit italienischer und deutscher Steinmetze und Maurer
Verlaß vom 15. April 1652 (auszugsweise)

„Erstlichen die vorher separierten zwei Parteien oder Zünften hinfüro und auf ewig eine Zeche, ein Bruderschaft sein und verbleiben. Ingleichen ein Zechlaadt seyn und auf der Haupthütte bey St. Stephan alhier, die Neue und Vorige alte Handwerksordnung in originali aufgehalten werden….
Betreffs für das Sechste, die an dem Simone Retacco begehrte Raittung weillen vorgekommen und sich befindet, daß man ihme noch richtig 250 fl ausständig, also hat ein gesambtes, nunmehr vereinigtes Handwerk sich erboten, ihme Retacco dieselbe auß der gesambten Laadt nach und nach abzurichten und zu erstatten.“

### Verbindung mit der Familie Carlone
Am 7. November 1627 heiratete er Francesca Carlone, die Tochter des Architekten Giovanni Battista Carlone. Simone hatte mit Francesca 5 Kinder, Lucia Angela, Sebastian Jakob, Johann Baptist, Anna Katherina und Maria Magdalena.

### Retaccos Arbeitskollegen und Freundeskreis
Zu Retaccos Freundeskreis zählten neben seinen Arbeitskollegen Carlo Martino Carlone, Giovanni Domenico Canevalle, Giovanni Battista Canevalle, Antonio Valnegro, Antonio Carlone, Giacomo Petruzzi, Pietro Maino Maderno sowie Pietro und Jakob Spazzo auch Silvestro Carlone. Seine Baufirma zählte zu einer der größten der kaiserlichen Residenz. Er beschäftigte zu jener Zeit 22 Gesellen.

## Werke
Zu den Auftraggebern Simones zählte auch der Graf Adam Batthyány. Simone leitete nach dem Tod von Giovanni Battista Orsolino (1638) Bauarbeiten in Güssing, Schlaining und Rechnitz. Er führte für diese Projekte auch teilweise die Entwürfe von Filiberto Luchese aus. Ein weiterer Auftraggeber Simones war der Graf Paul Pálffy. Simone war seit 1635 im Schloss Stupava/Stampfen tätig.

### Burg Forchtenstein

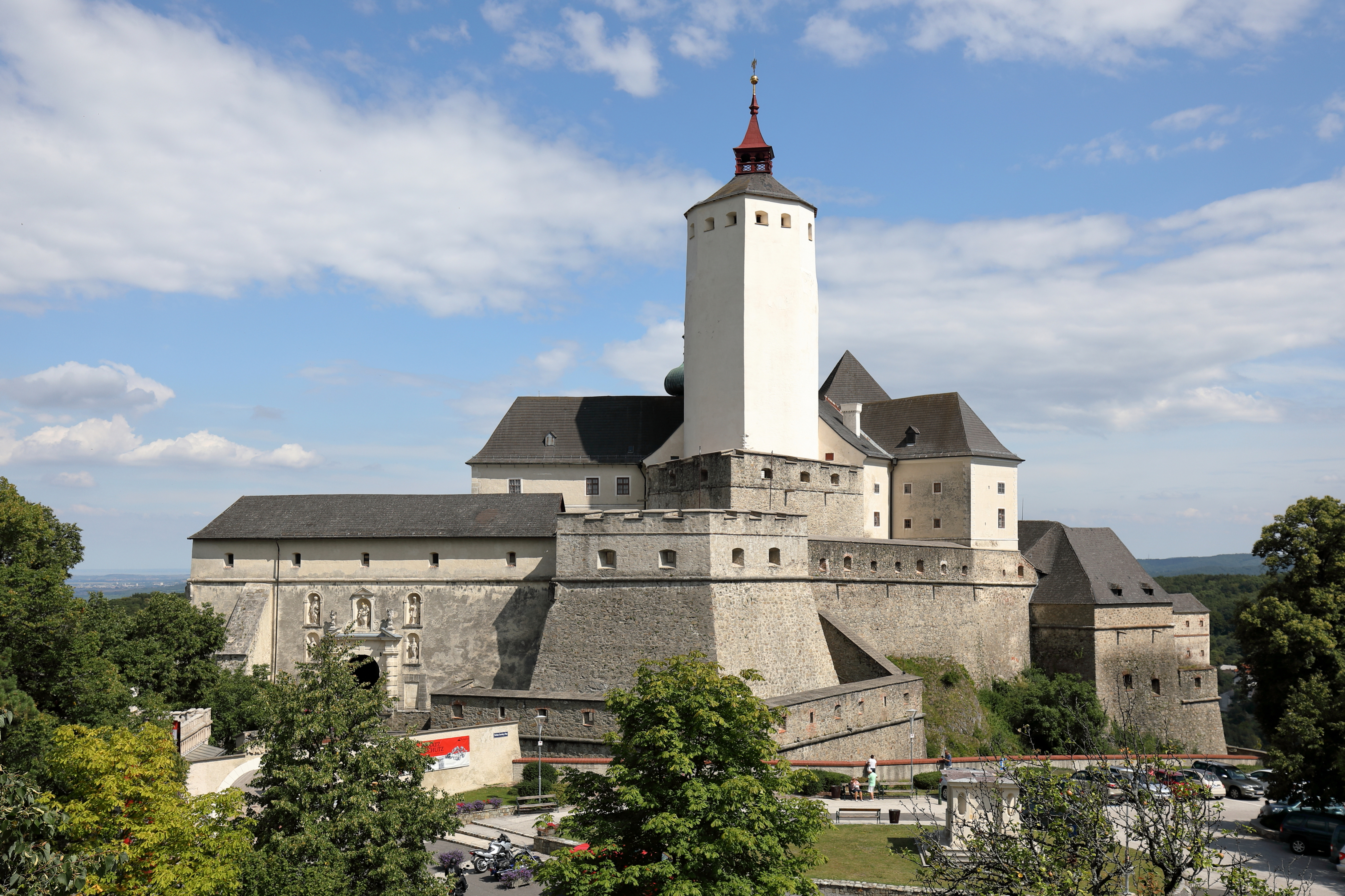
Burg Forchtenstein mit Burgfried

Als großartiges Beispiel comaskischer Festungsbaukunst ist die Burg Forchtenstein anzusehen. Diese wurde 1622 dem ungarischen Magnaten Nikolaus Esterházy pfandweise übertragen, vier Jahre später in sein Eigentum überführt. Esterházy begann im Jahre 1629 nach einem großangelegten Konzept mit dem Umbau.
Simone Retacco war der verantwortliche Baumeister des sich über fünfzehn Jahre hinziehenden Unternehmens. Es sind hauptsächlich vier Contracte (von Adelheid Schmeller-Kitt im Esterházyschen Familienarchiv, Budapest, aufgefunden), die Nikolaus Esterházy in den Jahren 1630, 1632, 1634 mit Simone Retacco und 1643 mit dem Polier Domenico Carlone über den Neubau der Burg abgeschlossen hat.
Der innere Teil der mittelalterlichen Burg wurde bis auf den Grund abgerissen, nur der mächtige Burgfried blieb bestehen. Sodann erfolgte unter Anleitung der Baumeister Domenico Carlone als Polier, Bartolomeo Spacio, Giovanni Baptista Nollo und Jacobo Canavale der Neubau.
Nach dem Tod von Simone, im Jahr 1645, übernahm Domenico Carlone die Bauleitung. Dehio berichtet, dass 1643 mit dem Polier Domenico Carlone ein Kontrakt für den Bau der Burg abgeschlossen wurde. Es wurde eine Vierflügelanlage um einen trapezförmigen Hof, das Zeughaus und die Schlosskapelle errichtet.
Oft wurde behauptet, der Bau sei von türkischen Gefangenen in Sklavenarbeit errichtet worden, ebenso sei der überaus tiefe, in den Felsen gegrabene Brunnen von Gefangenen geschaffen worden. Die archivalischen Quellen sagen anderes aus. Welsche Baumeister und ihre Gesellen vollbrachten das Werk, wobei sie von den Untertanen der Grafschaft Forchtenstein tatkräftig unterstützt wurden.
Für Bildhauer- und Steinmetzarbeiten bot besonders das (heutige) Nordburgenland mit seinen reichen Kalksandsteinvorkommen geeignete Arbeitsplätze. Seit 1550 entstanden im ausgedehnten Waldgebiet des niederösterreichischen Zisterzienserstiftes Heiligenkreuz östlich der Leitha zahlreiche Steinbrüche, die anfangs ausschließlich von comaskischen Künstlern ausgewertet wurden.

### Tanzsaal der Wiener Hofburg
Retacco erhielt u. a. den Auftrag den Tanzsaal der Wiener Hofburg zu bauen. 1633 bekam er hierfür eine Zahlung. Die Pläne dieses Projektes stammten von seinem Schwiegervater, dem kaiserlichen Architekten Giovanni Battista Carlone.

## Lehrmeister
- Wiener Steinmetzakten, Aufdingbuch 30. Mai 1638:[9] „Ist Maurermeister Rädäckh, Unter-Zechmeister, ein Lehrjung aufgedingt worden, nahmens Pangraz Sasslaber von Feldkirchen auß Kärnten.“
- Den 16. März 1642 dingt Meister Simon Retacco einen Lehrjungen Dominicus Canoval von Lanzo Val d’Intelvi bei Como gebürtig. Seine Bürgen sind: Herr Peter Spatz und Meister Andre Allio, beide Baumeister alhier zu Wien. Nach drei Jahren, also in der vorgeschriebenen Lehrzeit, wird er am 12. März 1645 bei Meister Simon Retacco „freigesagt“, also zum Gesellen freigesprochen.

## Wiener Innungsbuch
4. November 1644:

„Verzeichnis was ein jeglicher bürgerlicher Steinmetz- und Maurermeister wie auch die Gesellen zur Erhebung der Neuen Khayserlichen Freyheiten hergeben, als nemblich ein Meister 45 Kr, ein Geselle aber 15 Kr. Inmaßen hernach folgt:
Simone Retacco erlegt den 7. August für ihn und seine 20 Gesellen .. 5 fl 45 Kr.“

Er ist im Jahre 1644 im Wiener Innungsbuch mit zwanzig Gesellen ausgewiesen.

## Testament
Es besteht ein Testament des Simon Retacco vom 1. Mai 1645, mit einem von ihm eigenhändig in italienischer Sprache geschriebenen Anhang, darin eine Aufstellung seiner Schulden und Guthaben. Hier heißt es, dass er dem „Andrea Ghebart, Ferbolter die Fortenstein“ (Verwalter in Forchtenstein), einen Betrag von 910 Gulden schulde, der aber durch Gegenforderung bis auf 99 Gulden ausgeglichen sei. Von seinen Arbeiten ist – außer der Mitarbeit am Bau der Hofburg zu Wien und den Burgen im westungarischen Raum  – nichts bekannt geworden, obwohl er ein vielbeschäftigter Baumeister gewesen sein muss. Einer der Testamentszeugen war Pietro Maino Maderno mit seinem Siegel.

## Nachkommen
- Heirats Contract am 17. Januar 1657 zu St. Stephan

„Der ehrenveste und fürnembe Herr Giacomo della Torre (Jacob Thore † 29. September 1669), ein Maurer und Werkmeister zu Raab nimmt die ehrentugendreiche Jungfrau Lucia Retaccin, weiland des ehrenvesten und fürnemben Herrn Simone Retacco, gewester Bürger und Maurermeister alhier, und Franzisca, seiner ehelichen Hausfrau, geborene Carlone, eheliche Tochter.
Trauzeugen: Antonius Rava, Maurermeister, Carolus Martinus Carloni, Maurermeister, Philipertus Lucchesius, kaysl. Architectus.“

- Heirats Contract am 9. Jänner 1661[12]

„Zwischen dem fürnemben und wohlgeachten Meister Hanß Laurentius, Steinmetz und haußsessiger Unterthan im Heiligenkreuzer Steinbruch am Leythaberg, dann
der ehr und tugentreichen Jungfer Anna Catharina, deß ehrenfesten und wohlerfahrenen Herrn Simone Retacco, gewester Bau und Maurermeister in der Röm. Kaysl. Haupt und Residenzstadt Wien zu St. Stephan und Franziska Carlone, seiner Haußfrau, deren beiden seelig ehelaiblich erzeugter Tochter.
In Mit und Beisein der auch fürnemben Herrn und Meistern Silvestro Carlone, Maurer, Francesco della Torre, Steinmetz, Carlo Martino Carlone, Maurer auch der khunstreiche und wohlerfahreneHerr Carpoforo Tencalla, Mahler, alle vier wohnhaft in angezogener Hauptstadt Wien.
Worauf sie, im Beysein von obangeführter Herrn, beyderseits Beyständ, auch anderer eingeladenen Gästen sowohl zu Wien alß auch auß dem Steinbruch den 16. January beide Conleuth öffentlich zur Khürchen und Gassengangen und in der Thumb Khürchen vor dem Altar durch Priester copuliert und verehelicht worden.
Nach seinem Tod ehelicht die Witwe Anna Catharina den Steinmetzmeister Antonius Pery.“